# Стрига
Стри́га (рум. Strigoi) — в румунській міфології злий дух, який уночі покидає могилу і вселяється в людину. Згідно з повір'ями перетворює цю людину на жахливу потвору, подібну до перевертня, котра знищує все, що рухається. Стригоайке (ж. р., рум. strigoaică) — відьма, сукубба. У деяких регіонах Румунії стригу називають мороєм (рум. moroi).

## Історичні згадки

### Перші відомості
Серед найперших згадок про існування стриги є історія про людину на ім'я Юре Грандо Алілович (1579—1656), який жив у Істрії (територія сучасної Хорватії). За переказами, цей селянин був першою особою, якого описували як вампіра, оскільки його називали стригою у збережених місцевих записах. Грандо тероризував своє село упродовж шістнадцяти років після своєї смерті. І зрештою його було ексгумовано силами місцевого священника і селян. Науковець із Крайни, Янез Вайкард Вальвазор описав життя і після життя Грандо Аліловича у своєму великому творі «Слава герцогства Карніолського», коли він відвідував Крингу під час подорожей. Це був першим рукописним твором про вампірів. Грандо також згадувався у творах Еразма Францискі та Йозефа Герреса (La mystique divine, naturelle, et diabolique, Париж 1855), історії яких були набагато більш детальними і насиченими різними епізодами з метою зробити розповідь цікавішою і сенсаційною.

## Міфологія

### Породження
Енциклопедист Димитрій Кантемір і фольклорист Теодор Бурада у своїй книжці «Звичаї румунського народу на похоронах», опублікованій у 1882 р., приводить приклади стригоїзму. Стригою могла бути жива людина, народжена за певних умов:
- ця дитина є сьомою дитиною, якщо вона і всі попередні діти однієї статі в родині;
- людина, що вела гріховне життя;
- померла, не будучи одруженою;
- померла внаслідок несправедливої страти;
- померла, вчинивши самогубство;
- померла від прокляття відьми.

### Різновиди
Тюдор Памфіле у своїй книзі «Румунська міфологія» збирає до купи всі згадування про стригу в Румунії — стригой, морой в західній Трансильванії, Волощині і Олтенії, відьма у Буковині, vârcolacul (перевертень), Cel-rau, або вампір. Він описує наступні типи:
- «Strigoaică»: відьма[9].
- «Strigoi viu»: живий стрига або чаклун.
- «Strigoi mort»: мертвий стрига, найбільш небезпечний. Вони виходять із своїх могил, щоб мучити свої родини, доки їх рідні не помруть.

### Запобігання і захист

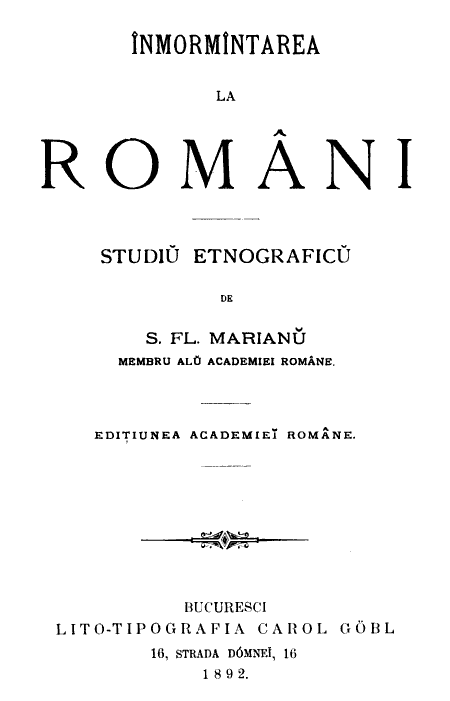
Inmormantarea la romani (Поховання у румун), автор Симеон Флорея Маріан

У 1887 році французький географ Жан Жак Елізе Реклю описав деталі захоронення в Румунії: «Якщо в загиблого було руде волосся, переживали, що він повернеться назад в формі собаки, жаби, блохи чи клопа, і що буде заходити вночі до будинків аби пити кров красивих молодих дівчат. Тож доцільно було міцно забивати труну цвяхами або, ще краще, забивати кіл через тулуб трупа».
Симеон Флорея Маріан у книзі «Поховання в румун» (1892) описує інший запобіжний метод: розчленування та відсічення голови, потім труп збирався до купи і хоронився обличчям вниз.
У книзі «Рукопис Дракули», автором якої є Пітер Хейнінг, у видавництві від «New English Library» 1976 року, повідомляється, що відповідно до румунської легенди, м'ясо свині, вбитої на дату 17 жовтня, в день святого Ігнатія Богоносця, було хорошим засобом для захисту від вампірів.
Існувало багато відомих методів, які використовували румуни для того, щоб позбутися надокучливого стригу:
1. Ексгумувати стригу.
2. Вийняти його серце і перерізати навпіл.
3. Забити цвях йому а лоба.
4. Помістити зубчик часнику йому під язика.
5. Намазати його тіло салом свині, вбитої на день святого Ігнатія.
6. Повернути його тіло обличчям униз, так що стрига ніколи не прокинеться і буде направлений до потойбіччя.

## У масовій культурі
- Стриги — персонажі британського комедійного фільму жахів «Стрига» 2009 року.
- Стриги-упириці — персонажі книг Сапковського та фільмів про Відьмака, зокрема, історія темерської принцеси Аделаїди[12].
- Стрига (штрига) — монстр із серіалу «Надприродне» (епізод «Дещо зле»), який нападає на дітей у Фітчбурзі, штат Вісконсин[13].